# Scio (Oregón)
Scio es una ciudad ubicada en el condado de Linn en el estado estadounidense de Oregón. En el año 2000 tenía una población de 695 habitantes y una densidad poblacional de 838,6 personas por km².

## Geografía
Scio se encuentra ubicada en las coordenadas 44°42′13″N 122°51′0″O / 44.70361, -122.85000.

## Demografía
Según la Oficina del Censo en 2000 los ingresos medios por hogar en la localidad eran de $36 111 y los ingresos medios por familia eran $38 906. Los hombres tenían unos ingresos medios de $31 726 frente a los $27 833 para las mujeres. La renta per cápita para la localidad era de $16 222. Alrededor del 10,9% de la población estaban por debajo del umbral de pobreza.